# 金融创新
金融创新（英語：financial innovation）是创造新的金融工具以及新的金融技术、制度和市场的行为。最近的金融创新包括对冲基金、私募股权、天气衍生品、零售-结构产品、交易型开放式指数基金、联合家族办公室和伊斯蘭債券等。影子银行体系催生了一系列金融创新，包括抵押贷款支持证券产品和债务抵押债券（CDO）。
创新分为三类：制度创新、产品创新和流程创新。制度创新涉及新型金融公司的创建，例如专业信用卡公司、投资咨询公司和相关服务以及直销银行。产品创新涉及衍生品、证券化、外币抵押等新产品。流程创新涉及开展金融业务的新方式，包括網路銀行和电话银行。